# Edu Alonso
Eduardo Alonso Álvarez, conosciuto come Edu Alonso (Bilbao, 30 maggio 1974), è un ex calciatore spagnolo, di ruolo centrocampista.

## Carriera

### Club
Cresce calcisticamente con l'Athletic Bilbao, società con cui esordisce con la squadra riserve nella stagione 1992-1993. Dopo tre anni passa in prestito all'Eibar, per ritornare poi a metà stagione all'Athletic, con cui debutta nella Primera División spagnola il 17 novembre 1996 in Sporting Gijón-Athletic 2-4.
Al termine del campionato passa in prestito al Salamanca, sempre nella massima divisione, dove resta due anni, al termine dei quali ritorna con i rojibancos.
Alla fine dell'annata successiva viene ceduto al Las Palmas, con cui disputa altre due stagioni nella Liga.
Nel 2002-2003 viene acquistato dall'Alavés, con cui resta sei stagioni, al termine delle quali si ritira a causa di un infortunio al ginocchio.
Conta due presenze con la Selezione di calcio dei Paesi Baschi.